# Hari Rončević
Hari Rončević (Split, 9. prosinca 1963.) je hrvatski kantautor i glazbenik.

## Životopis
Široj javnosti prvi se put predstavio 1994. na "Melodijama hrvatskog Jadrana", kada je za svoju pjesmu "Getanin" osvojio 1. nagradu struke, ali i simpatije publike (3. nagrada). 
Nakon uspjeha "Getanina", iste godine Hari izdaje i svoj album prvijenac "Buntovnik s razlogom". U prepoznatljivom autorskom raspoloženju, nastaju i sljedeća dva albuma "Žigolo" i "Mulac", da bi album "Još tvog je poljupca" obilježio svojevrsni preokret u Harijevom glazbenom stvaralaštvu. Naslovljen po nagrađenoj skladbi sa Zadarfesta, ovaj album donosi smirenije glazbene linije. Nakon kompilacije "Harijevih 16", koja je obuhvatila najbolja dotadašnja ostvarenja, slijede albumi "Dok si uz mene", koncertni album "Hari u HNK", "Jučer, danas...?", kompilacija "Balade-the best of" i "More sudbine".
Na tim albumima nalazi se i niz nagrađivanih pjesama s različitih festivala na kojima je Hari tijekom posljednjih godina nastupao ("MHJ", "Splitski festival", "Zadarfest", i dr.). Tijekom cjelokupne glazbene karijere Hari je često surađivao i s ostalim hrvatskim pjevačima, pa su se tako s njegovim skladbama publici predstavili Vesna Ivić, Saša Jakelić, Trio gušt, Oliver Dragojević, Doris Dragović i mnogi drugi.
Uradak "Jučer, danas..." (izdao Cantus) je spoj bluesa, popa i rocka.
Nakon njega slijedi kompilacija "Balade" te još jedan studijski album, ovoga puta pod etiketom "Scardona", pod naslovom "More sudbine".
Najveću prekretnicu u dosadašnjoj karijeri predstavlja akustični koncert u HKK Zadar krajem 2005 godine. Uz dvije godine rada na potpuno novim aranžmanima, uz uigravanje banda i pronalaženje nečega novog u starim hitovima, Hari priređuje koncert u zadarskom kazalištu kao zahvalu vjernoj zadarskoj publici i kao nadomjestak za nesudjelovanje na Zadarfestu iste godine. Reakcije su fantastične te jedan nastup u kazalištu postaje turneja po drugim gradovima a sam zadarski nastup popracen je koncertnim CD-om i bonus DVD-om Acoustic concert.
Dvadeset velikih hitova u novom ruhu i vrhunskoj izvedbi Harija, njegovog banda i gostiju – Jelene Radan i Ivice Sikirića.

## Nagrade
- 1994. "Getanin" - MHJ, zlatni galeb str. ocj. suda i brončani galeb publike (večer zabavih melodija)
- 1995. "Japan - NewYork" - ZadarFest, 2. nagrada str. ocj. suda
- 1996. "Još tvog je poljupca na mojim usnama" - ZadarFest, nagrada za najbolji tekst i najboljeg kantautora
- 1997. "Ljubav boli" - ZadarFest, nagrada za najboljeg kantautora
- 1998. "Splite, volim te" - MHJ, nagrada za najbolji tekst (zabavne melodije)
- 1998. "Još ne znam kud s tobom" - Splitski festival, 3. nagrada str. ocjenjivačkog suda
- 1999. "Kada jednom ovom zafalim se tilu" - MHJ, 2. nagrada str. ocj. suda, nagrada za najbolji tekst i aranžman (večer zabavnih melodija)
- 2000. "Kome ćeš sad" - MHJ, 1. nagrada str. ocj. suda (večer melodija Jadrana)
- 2000. "Zauvik odlazim" - Večeri dalmatinske šansone, najbolji debitant
- 2002. "Moje si more" - Večeri dalmatinske šansone Šibenik, 2. nagrada str. ocj. suda
- 2003. "Tamo di sunce sja" - Večeri dalmatinske šansone Šibenik, 1. nagrada str. ocj. suda i nagrada za najbolje kantautorsko djelo
- 2004. "I sve dok dišem" - ZadarFest, 1. nagrada str. ocj. suda
- 2006. "Kad bi se moga rodit" - Večeri dalmatinske šansone Šibenik, 2. nagrada str. ocj. suda
- 2007. "Dalmatinska duša prava" (duet Tedi Spalato) - Večeri dalmatinske šansone Šibenik, 1. nagrada str. ocj. suda i 2. nagrada publike.[1]

## Ostali nastupi na festivalima
- 1994. "Sanja" - ZadarFest
- 1995. "Ako mi još jednom oprostiš" - Arena fest
- 1995. "Pape moj" - MHJ
- 1996. "Mulac" - MHJ
- 1996. "Hvala ti" - Osijek festival
- 1997. "Napuštam sve" - MHJ
- 1999. "Dok si uz mene" - ZadarFest
- 2001. "Kad srce pronađe put" - MHJ
- 2001. "Poljubi me" - ZadarFest
- 2001. "Više ne želim te" - HRF (hrvatski radijski festival)
- 2002. "Evo me gren" - MHJ
- 2003. "Za kraj" - Splitski festival
- 2004. "Mira niman" - Splitski festival
- 2004. "More sudbine" - Večeri dalmatinske šansone Šibenik
- 2005. "More plavo" - Splitski festival
- 2008. "Ležim na suncu" - Dora 2008.
- 2009. "Još uvik" - Dora 2009. sa kvartetom Bravo

## Diskografija
1. Buntovnik s razlogom (1994.)
2. Žigolo (1995.)
3. Mulac (1996.)
4. Još tvog je poljupca (1997.)
5. Harijevih 16 (1998.)
6. Dok si uz mene (Croatia Records, 1999.)
7. Hari u HNK (Croatia Records, koncertni album, 2000.)
8. Jučer, danas...? (Croatia Records, 2001.)
9. Balade (the best of) (Croatia Records, 2003.)
10. More sudbine (Scardona, 2004.)
11. Acoustic concert (Scardona, koncertni album, 2006.)
12. Tvornica live (DVD + bonus CD) (Scardona, koncertni album, 2006.)
13. Daj sebe do kraja (Scardona, 2007.)
14. Zlatna kolekcija (Croatia Records, 2009.)
15. 390 (Croatia Records, 2009.)
16. Di god da pođen (Croatia Records, 2013.)

## Vanjske poveznice
- www.harironcevic.com  Arhivirana inačica izvorne stranice od 16. lipnja 2007. (Wayback Machine) (izvor, s dozvolom)
- Hari Rončević na scardona.hr